# Marc Alfred Chataud

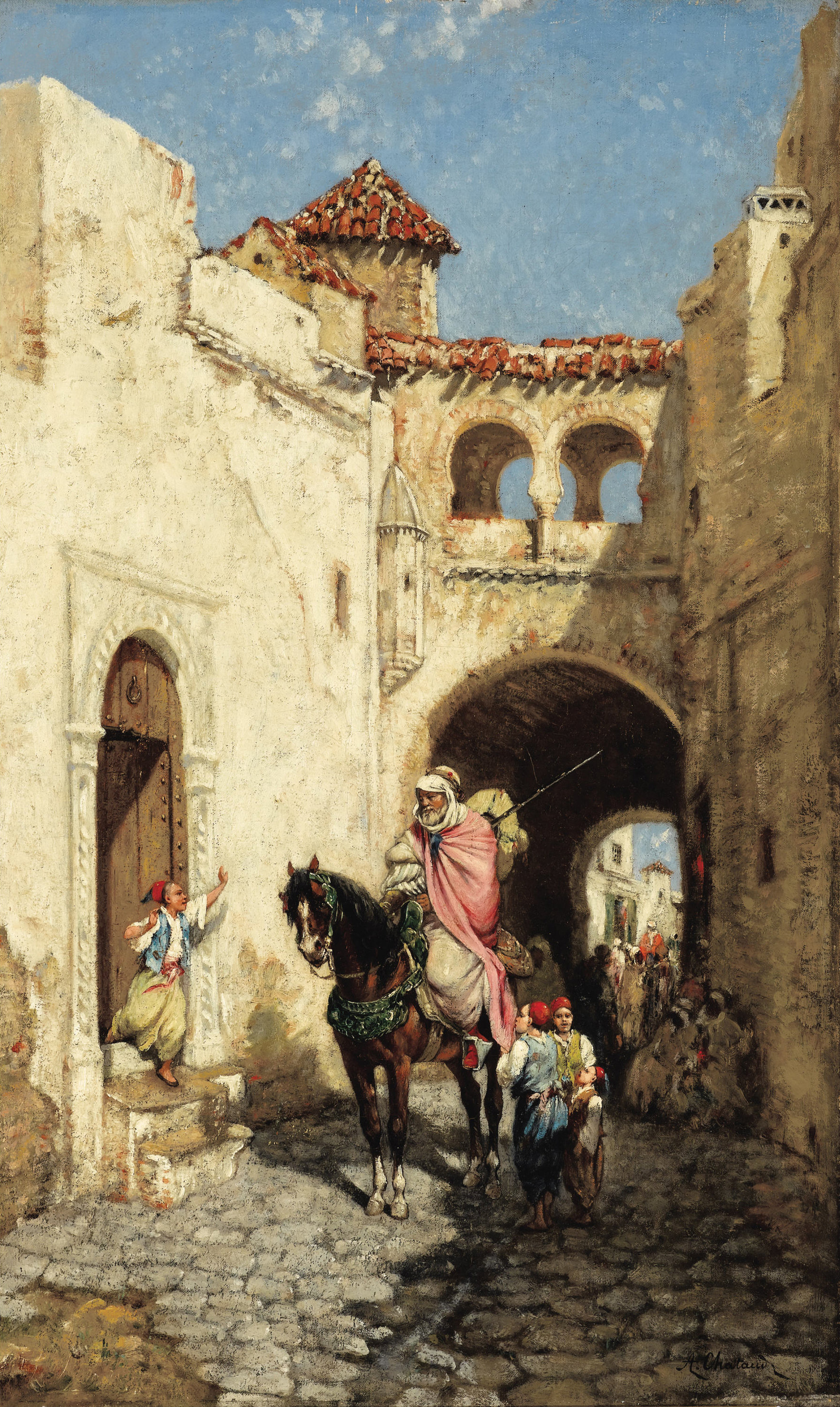
Straßenszene

Marc Alfred Chataud (* 17. August 1833 in Marseille; † 11. Mai 1908 in Algier) war ein französischer Maler des Orientalismus.
Marc Alfred Chataud war der Sohn eines Bankiers, studierte zunächst Jura und arbeitete dann bei einer Versicherungsgesellschaft in Paris. Von 1857 bis 1860 war er in Marseille Schüler der Zeichenschule von Émile Loubon. Er setzte das Studium in Paris im Atelier von Charles Gleyre fort.
Seine Familie besaß Immobilien in Algerien. Chataud besuchte das Land ab 1856 mehrmals, bevor er sich 1892 endgültig in der Nähe von Sidi Moussa in der Präfektur Algier niederließ.
In den Salons von 1864 bis 1885 stellte er Gemälde mit orientalistischen Motiven aus. Mehrere Jahre lang war er vom melodramatischen Stil von Henri Regnault beeinflusst. Später malte er realistische Szenen aus dem Leben der arabischen Bevölkerung.
Er beteiligte sich 1897 an der Gründung der Société des Artistes Algeriens und wurde 1904 deren stellvertretender Vorsitzender. Er zählt zu den Malern der sogenannten École d’Alger.